# (2450) Ioannisiani
(2450) Ioannisiani (1978 RP) – planetoida z pasa głównego asteroid okrążająca Słońce w ciągu 5,51 lat w średniej odległości 3,12 au. Odkryta 1 września 1978 roku.